# Wetten van het cricket
De wetten van het cricket (Engels: laws of cricket) zijn de algemeen gehanteerde spelregels in het cricket. De wetten van het cricket zijn voor het eerst gepubliceerd op 30 maart 1788 door Marylebone Cricket Club in Londen en zijn tot op de dag van vandaag in zijn beheer. Er bestaan tegenwoordig 42 wetten.
De eerste geschreven spelregels van het cricket dateren uit 1744, geschreven door zekere "edelen en heren". Deze regels werden echter niet overal consistent gebruikt: bij veel wedstrijden werden nog andere spelregels gebruikt. In de jaren 1744-1787 werden enkele vergelijkbare reglementen gepubliceerd, maar ook deze spelregels werden niet algemeen geaccepteerd. De wetten van het cricket werden daarentegen in de jaren na 1788 langzamerhand door alle cricketers geaccepteerd en gebruikt.